# Ewald von Kleist (tábornok)
Paul Ludwig Ewald von Kleist (1881. augusztus 8. – 1954. november 13.) német tábornagy volt a második világháborúban.

## Élete
Braunfels an der Lahnban, egy főúri családban született. Katonai iskolába íratták és az első világháborúban huszárhadnagyként szolgált. A háború után a lovasság főparancsnoka volt. (1932-1935). 1939-ben nyugdíjba vonult de a háború kezdetekor visszajött.
A lengyelországi hadjárat alatt az XXII.  hadtestet irányította. Franciaország megszállásakor a Panzergruppe von Kleist ami a XLI. és XIX. Páncélos hadtestet (Heinz Guderian vezetésével) tartalmazza a La Manche csatornához irányította. Megpróbálta leállítani a hadműveletet de Gerd von Rundstedt,  az "A" hadseregcsoport főparancsnoka kijelentette, hogy az angol és francia csapatokat csapdába ejtették és folytatta a hadműveletet. 1941 áprilisában Kleist irányította az 1. Páncéloscsoportot Jugoszlávia és Görögország megszállására. Később részt vett a Barbarossa hadműveletben a Dél Hadseregcsoporttal. 1942-ben Kleistet a Kaukázusba küldték, hogy foglalja el és biztosítsa az olajmezőket. 1942. november 22-én az A hadseregcsoport élére helyezték, 1943-ban tábornagyi rangot szerzett. 1944-ben visszavonult a 8. hadsereggel, ezzel megszegve Hitler parancsát.
1945-ben az amerikaiak elfogták. 1946-ban Jugoszláviában elkövetett háborús bűnökkel vádolták. 1948-ban adták ki a Szovjetuniónak. 1952-ben ítélték el. A vladimiri fogolytáborban halt meg 1954-ben. Ő volt a legmagasabb rangú német tiszt, aki szovjet fogságban halt meg.

## Fordítás
Ez a szócikk részben vagy egészben  az   Ewald von Kleist című angol Wikipédia-szócikk fordításán alapul.  Az eredeti cikk szerkesztőit annak laptörténete sorolja fel. Ez a jelzés csupán a megfogalmazás eredetét és a szerzői jogokat jelzi, nem szolgál a cikkben szereplő információk forrásmegjelöléseként.